# Melanie Schultz van Haegen

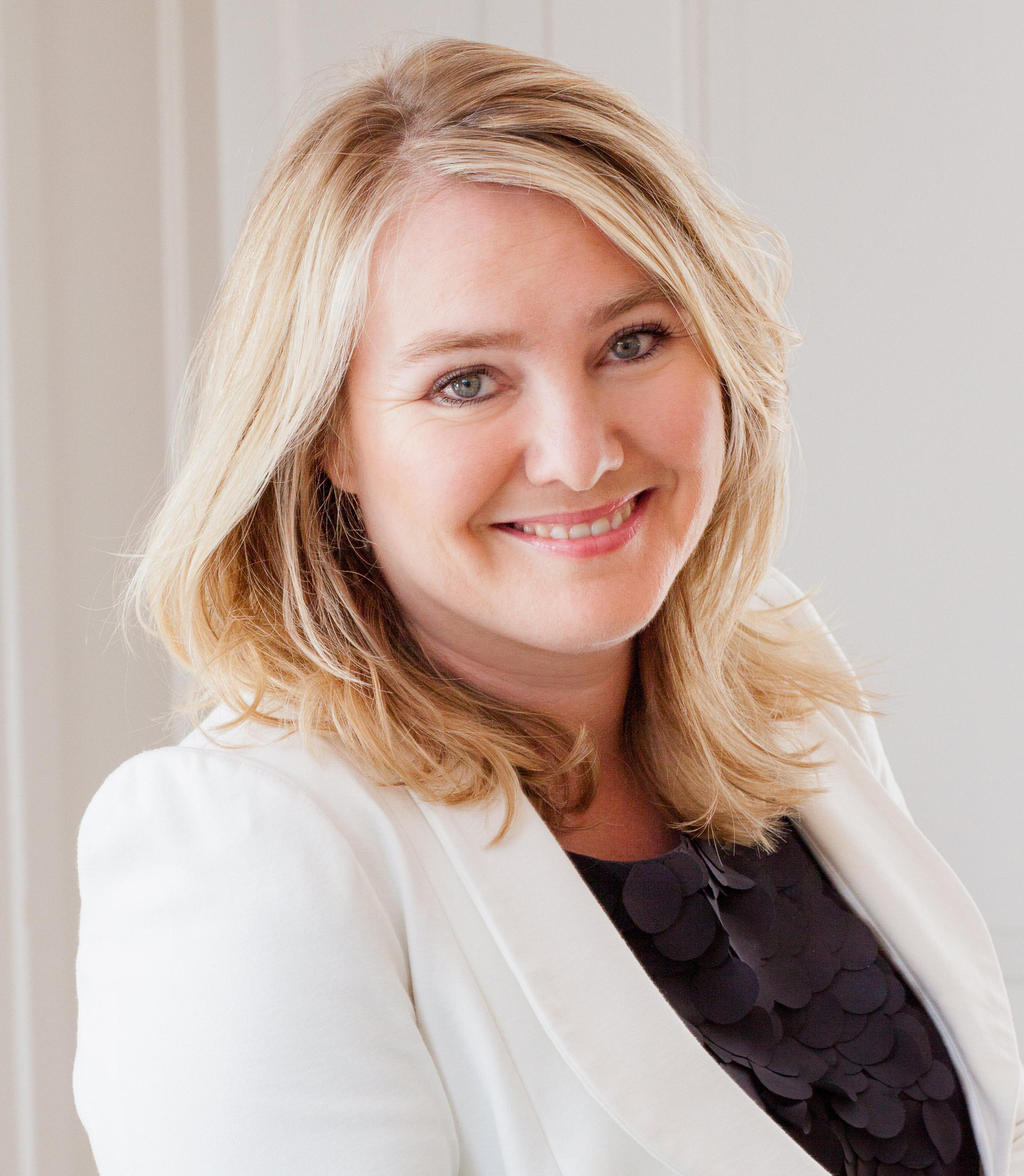
Melanie Schultz van Haegen (2013)

Melanie Henriëtte Schultz van Haegen-Maas Geesteranus (* 28. Juni 1970 in Laag-Soeren) ist eine niederländische Politikerin der Volkspartij voor Vrijheid en Democratie (VVD).

## Leben
Sie studierte Verwaltungswissenschaft an der Reichsuniversität Leiden und an der Erasmus-Universität Rotterdam. Sie war einige Jahre Beigeordnete in Leiden.
Von 2002 bis 2007 war sie Staatssekretärin für Verkehr und Wasserwirtschaft in den Kabinetten Balkenende I, II und III. Sie war von 2010 bis 2017 Ministerin für Infrastruktur und Umwelt, im Kabinett Rutte I und im Kabinett Rutte II. Schultz van Haegen ist seit 2018 CEO der Stiftung Porticus Amsterdam.
Melanie Schultz van Haegen ist verheiratet, hat zwei Kinder und interessiert sich für Kunstgeschichte. 2007 bekam sie das Ritterkreuz vom Orden von Oranien-Nassau.